# بید ژاپنی
بید ژاپنی (نام علمی: Salix japonica) نام یک گونه از سرده بید است.